# 456. padalski poljsko-artilerijski bataljon (ZDA)
456. padalski poljsko-artilerijski bataljon je bila padalska enota Kopenske vojske Združenih držav Amerike.

## Zgodovina
Bataljon je bil ustanovljen 24. septembra 1942; v enoto so vključili tudi Padalsko testno baterijo.. 